# Учкун (Чуйская область)
Учкун (кирг. Учкун) — село в Сокулукском районе Чуйской области Кыргызстана. Входит в состав Новопавловского аильного округа. Код СОАТЕ — 41708 222 849 02 0.

## География
Село расположено в центральной части области, юго-западнее Международного Аэропорта Манас. Абсолютная высота — 764 метра над уровнем моря.
| год     | 2009 | 2014 | 2015 | 2023 |
| ------- | ---- | ---- | ---- | ---- |
| человек | 780  | 764  | 728  | 862  |